# The Guitar Man
«The Guitar Man» (en español: —«El hombre de la guitarra»—) es una canción escrita por David Gates y grabada por el grupo Bread.

## Recepción
En 1972, Cash Box dijo que «esta balada demuestra la versatilidad [de Bread] y su habilidad para manejar una letra que dice un poco más que "Te amo"». También comentó que la canción «trata de artistas, pero es destinado a ser el sueño de un oyente». Por su parte, Record World la calificó de un «superéxito superfino» con una «melodía hermosa, letra apta, producción completa y rica».